# Laetisaria agaves
Laetisaria agaves är en svampart som beskrevs av Burds. & Gilb. 1982. Laetisaria agaves ingår i släktet Laetisaria och familjen Corticiaceae.   Inga underarter finns listade i Catalogue of Life.